# Survival 3C Masters 2018/2
Das Survival 3C Masters 2018/2 (vorher: 3-Cushion Challenge, 3CC) ist eine Dreiband-Turnierserie in der Disziplin des Karambolagebillards und fand vom 13. bis zum 16. September in Incheon in Südkorea statt. Das Turnier wurde von der UMB und Kozoom ausgerichtet. Durch das hohe Preisgeld von 220.000 US$ ist es eine der höchstdotierten Turnierserien der UMB.

## Geschichte
Nach der Einigung der UMB und der KBF sind keine Spieler mehr vom Turnier ausgeschlossen. Somit sind die ersten Zwanzig der Weltrangliste automatisch für das Turnier qualifiziert. Hinzu kommen vier durch die UMB und Kozoom ausgesuchte Akteure die eine Wildcard erhalten.

## Preisgeld
| Preisgeld ($) | Preisgeld ($) |
| ------------- | ------------- |
| Sieger        | 50.000        |
| Finalist      | 21.000        |
| 3. Platz      | 18.000        |
| 4. Platz      | 15.000        |
| 5. – 8.       | 9.000         |
| 9. – 16.      | 6.000         |
| 17. – 24.     | 4.000         |
| Insgesamt     | 220.000       |

## Turniermodus
Das bei der ersten Austragung gespielte System erwies sich für das koreanische Fernsehen als nicht sehr attraktiv. Einige Matches, unter anderem das Finale, waren schon sehr frühzeitig entschieden. Damit fehlte zum Teil schon zur Halbzeitpause die Spannung.
Das neue System, genannt Survival 3C Masters, ist für Spieler die nicht aus Korea kommen neu. In Korea wird dieses System, „book bang“ genannt, sehr häufig gespielt.

## Gesetzte Spieler und Wildcards
| 20 Plätze nach Weltrangliste | 20 Plätze nach Weltrangliste | Wildcardspieler                                                   |
| --- | --- | ----------------------------------------------------------------- |
| 1. Frédéric Caudron 2. Eddy Merckx 3. Kim Haeng-jik 4. Marco Zanetti 5. Dick Jaspers 6. Heo Jung-han 7. Choi Sung-won 8. Cho Jae-ho 9. Murat Naci Çoklu 10. Torbjörn Blomdahl | 1. Sameh Sidhom 2. Trần Quyết Chiến 3. Daniel Sánchez 4. Nguyễn Quốc Nguyện 5. Semih Saygıner 6. Tayfun Taşdemir 7. Ngô Đình Nại 8. Eddy Leppens 9. Nikos Polychronopoulos 10. Jérémy Bury | 1. Kang Dong-koong 2. Cho Myung-woo 3. Martin Horn 4. Hugo Patiño |

## Qualifikation
Platz 1 und 2 qualifizieren sich für das Viertelfinale. Platz 3 und 4 spielen die zweite Chance.
| Abschlusstabelle Gruppe A | Abschlusstabelle Gruppe A | Abschlusstabelle Gruppe A | Abschlusstabelle Gruppe A | Abschlusstabelle Gruppe A | Abschlusstabelle Gruppe A | Abschlusstabelle Gruppe A | Abschlusstabelle Gruppe A |
| Platz                     | Name                      | Pkt. (+ 2x30)             | Pkt.                      | Aufn.                     | GD                        | 1. HS                     | 2. HS                     |
| ------------------------- | ------------------------- | ------------------------- | ------------------------- | ------------------------- | ------------------------- | ------------------------- | ------------------------- |
| 1                         | Torbjörn Blomdahl         | 125                       | 42                        | 18                        | 2,333                     | 8                         | 7                         |
| 2                         | Sameh Sidhom              | 85                        | 33                        | 18                        | 1,833                     | 5                         | 4                         |
| 3                         | Hugo Patino               | 15                        | 12                        | 18                        | 0,666                     | 4                         | 2                         |
| 4                         | Kim Haeng-jik             | 15                        | 11                        | 18                        | 0,611                     | 3                         | 2                         |

| Abschlusstabelle Gruppe B | Abschlusstabelle Gruppe B | Abschlusstabelle Gruppe B | Abschlusstabelle Gruppe B | Abschlusstabelle Gruppe B | Abschlusstabelle Gruppe B | Abschlusstabelle Gruppe B | Abschlusstabelle Gruppe B |
| Platz                     | Name                      | Pkt. (+ 2x30)             | Pkt.                      | Aufn.                     | GD                        | 1. HS                     | 2. HS                     |
| ------------------------- | ------------------------- | ------------------------- | ------------------------- | ------------------------- | ------------------------- | ------------------------- | ------------------------- |
| 1                         | Heo Jung-han              | 130                       | 44                        | 16                        | 2,750                     | 14                        | 9                         |
| 2                         | Murat Naci Çoklu          | 82                        | 32                        | 16                        | 2,000                     | 7                         | 6                         |
| 3                         | Martin Horn               | 38                        | 21                        | 16                        | 1,312                     | 8                         | 6                         |
| 4                         | Trần Quyết Chiến          | −10                       | 9                         | 16                        | 0,562                     | 2                         | 1                         |

| Abschlusstabelle Gruppe C | Abschlusstabelle Gruppe C | Abschlusstabelle Gruppe C | Abschlusstabelle Gruppe C | Abschlusstabelle Gruppe C | Abschlusstabelle Gruppe C | Abschlusstabelle Gruppe C | Abschlusstabelle Gruppe C |
| Platz                     | Name                      | Pkt. (+ 2x30)             | Pkt.                      | Aufn.                     | GD                        | 1. HS                     | 2. HS                     |
| ------------------------- | ------------------------- | ------------------------- | ------------------------- | ------------------------- | ------------------------- | ------------------------- | ------------------------- |
| 1                         | Dick Jaspers              | 84                        | 26                        | 18                        | 1,444                     | 5                         | 4                         |
| 2                         | Daniel Sánchez            | 56                        | 19                        | 18                        | 1,055                     | 6                         | 3                         |
| 3                         | Choi Sung-won             | 52                        | 18                        | 18                        | 1.000                     | 5                         | 3                         |
| 4                         | Jérémy Bury               | 48                        | 17                        | 18                        | 0,944                     | 7                         | 5                         |

| Abschlusstabelle Gruppe D | Abschlusstabelle Gruppe D | Abschlusstabelle Gruppe D | Abschlusstabelle Gruppe D | Abschlusstabelle Gruppe D | Abschlusstabelle Gruppe D | Abschlusstabelle Gruppe D | Abschlusstabelle Gruppe D |
| Platz                     | Name                      | Pkt. (+ 2x30)             | Pkt.                      | Aufn.                     | GD                        | 1. HS                     | 2. HS                     |
| ------------------------- | ------------------------- | ------------------------- | ------------------------- | ------------------------- | ------------------------- | ------------------------- | ------------------------- |
| 1                         | Marco Zanetti             | 82                        | 29                        | 15                        | 1,933                     | 5                         | 4                         |
| 2                         | Cho Jae-ho                | 62                        | 24                        | 15                        | 1,600                     | 6                         | 5                         |
| 3                         | Nguyễn Quốc Nguyện        | 62                        | 24                        | 15                        | 1,600                     | 5                         | 4                         |
| 4                         | Nikos Polychronopoulos    | 34                        | 17                        | 15                        | 1,133                     | 5                         | 3                         |

| Abschlusstabelle Gruppe E | Abschlusstabelle Gruppe E | Abschlusstabelle Gruppe E | Abschlusstabelle Gruppe E | Abschlusstabelle Gruppe E | Abschlusstabelle Gruppe E | Abschlusstabelle Gruppe E | Abschlusstabelle Gruppe E |
| Platz                     | Name                      | Pkt. (+ 2x30)             | Pkt.                      | Aufn.                     | GD                        | 1. HS                     | 2. HS                     |
| ------------------------- | ------------------------- | ------------------------- | ------------------------- | ------------------------- | ------------------------- | ------------------------- | ------------------------- |
| 1                         | Kang Dong-koong           | 93                        | 32                        | 15                        | 2,133                     | 9                         | 8                         |
| 2                         | Semih Saygıner            | 61                        | 24                        | 15                        | 1,600                     | 5                         | 4                         |
| 3                         | Eddy Merckx               | 57                        | 23                        | 15                        | 1,533                     | 6                         | 4                         |
| 4                         | Eddy Leppens              | 29                        | 16                        | 15                        | 1,066                     | 5                         | 2                         |

| Abschlusstabelle Gruppe F | Abschlusstabelle Gruppe F | Abschlusstabelle Gruppe F | Abschlusstabelle Gruppe F | Abschlusstabelle Gruppe F | Abschlusstabelle Gruppe F | Abschlusstabelle Gruppe F | Abschlusstabelle Gruppe F |
| Platz                     | Name                      | Pkt. (+ 2x30)             | Pkt.                      | Aufn.                     | GD                        | 1. HS                     | 2. HS                     |
| ------------------------- | ------------------------- | ------------------------- | ------------------------- | ------------------------- | ------------------------- | ------------------------- | ------------------------- |
| 1                         | Ngô Đinh Nai              | 100                       | 35                        | 15                        | 2,333                     | 10                        | 8                         |
| 2                         | Frédéric Caudron          | 56                        | 24                        | 15                        | 1,600                     | 5                         | 3                         |
| 3                         | Cho Myung-woo             | 52                        | 23                        | 15                        | 1,533                     | 4                         | 3                         |
| 4                         | Tayfun Taşdemir           | 32                        | 18                        | 15                        | 1,200                     | 5                         | 3                         |

## 2. Chance
Platz 1 und der beste Zweite qualifizieren sich für das Viertelfinale.
| Abschlusstabelle Gruppe G | Abschlusstabelle Gruppe G | Abschlusstabelle Gruppe G | Abschlusstabelle Gruppe G | Abschlusstabelle Gruppe G | Abschlusstabelle Gruppe G | Abschlusstabelle Gruppe G | Abschlusstabelle Gruppe G |
| Platz                     | Name                      | Pkt. (+ 2x30)             | Pkt.                      | Aufn.                     | GD                        | 1. HS                     | 2. HS                     |
| ------------------------- | ------------------------- | ------------------------- | ------------------------- | ------------------------- | ------------------------- | ------------------------- | ------------------------- |
| 1                         | Martin Horn               | 84                        | 31                        | 16                        | 1,937                     | 9                         | 4                         |
| 2                         | Nikos Polychronopoulos    | 72                        | 28                        | 16                        | 1,750                     | 6                         | 4                         |
| 3                         | Nguyễn Quốc Nguyện        | 44                        | 21                        | 16                        | 1,312                     | 4                         | 3                         |
| 4                         | Trần Quyết Chiến          | 40                        | 20                        | 16                        | 1,250                     | 4                         | 3                         |

| Abschlusstabelle Gruppe H | Abschlusstabelle Gruppe H | Abschlusstabelle Gruppe H | Abschlusstabelle Gruppe H | Abschlusstabelle Gruppe H | Abschlusstabelle Gruppe H | Abschlusstabelle Gruppe H | Abschlusstabelle Gruppe H |
| Platz                     | Name                      | Pkt. (+ 2x30)             | Pkt.                      | Aufn.                     | GD                        | 1. HS                     | 2. HS                     |
| ------------------------- | ------------------------- | ------------------------- | ------------------------- | ------------------------- | ------------------------- | ------------------------- | ------------------------- |
| 1                         | Hugo Patino               | 75                        | 25                        | 20                        | 1,250                     | 6                         | 4                         |
| 2                         | Jérémy Bury               | 67                        | 23                        | 20                        | 1,150                     | 7                         | 4                         |
| 3                         | Eddy Merckx               | 59                        | 21                        | 20                        | 1,050                     | 5                         | 3                         |
| 4                         | Tayfun Taşdemir           | 39                        | 16                        | 20                        | 0,800                     | 3                         | 2                         |

| Abschlusstabelle Gruppe I | Abschlusstabelle Gruppe I | Abschlusstabelle Gruppe I | Abschlusstabelle Gruppe I | Abschlusstabelle Gruppe I | Abschlusstabelle Gruppe I | Abschlusstabelle Gruppe I | Abschlusstabelle Gruppe I |
| Platz                     | Name                      | Pkt. (+ 2x30)             | Pkt.                      | Aufn.                     | GD                        | 1. HS                     | 2. HS                     |
| ------------------------- | ------------------------- | ------------------------- | ------------------------- | ------------------------- | ------------------------- | ------------------------- | ------------------------- |
| 1                         | Choi Sung-won             | 108                       | 39                        | 14                        | 2,785                     | 6                         | 5                         |
| 2                         | Cho Myung-woo             | 69                        | 29                        | 14                        | 2,071                     | 7                         | 5                         |
| 3                         | Eddy Leppens              | 50                        | 25                        | 14                        | 1,785                     | 8                         | 5                         |
| 4                         | Kim Haeng-jik             | 13                        | 14                        | 14                        | 1,000                     | 5                         | 3                         |

## Viertelfinale
Die beiden Gruppenersten qualifizieren sich für das Halbfinale.
| Abschlusstabelle Gruppe J | Abschlusstabelle Gruppe J | Abschlusstabelle Gruppe J | Abschlusstabelle Gruppe J | Abschlusstabelle Gruppe J | Abschlusstabelle Gruppe J | Abschlusstabelle Gruppe J | Abschlusstabelle Gruppe J |
| Platz                     | Name                      | Pkt. (+ 2x30)             | Pkt.                      | Aufn.                     | GD                        | 1. HS                     | 2. HS                     |
| ------------------------- | ------------------------- | ------------------------- | ------------------------- | ------------------------- | ------------------------- | ------------------------- | ------------------------- |
| 1                         | Murat Naci Çoklu          | 87                        | 31                        | 17                        | 1,823                     | 6                         | 5                         |
| 2                         | Cho Jae-ho                | 75                        | 28                        | 17                        | 1,647                     | 10                        | 4                         |
| 3                         | Nikos Polychronopoulos    | 51                        | 22                        | 17                        | 1,294                     | 4                         | 3                         |
| 4                         | Heo Jung-han              | 27                        | 16                        | 17                        | 0,941                     | 3                         | 2                         |

| Abschlusstabelle Gruppe K | Abschlusstabelle Gruppe K | Abschlusstabelle Gruppe K | Abschlusstabelle Gruppe K | Abschlusstabelle Gruppe K | Abschlusstabelle Gruppe K | Abschlusstabelle Gruppe K | Abschlusstabelle Gruppe K |
| Platz                     | Name                      | Pkt. (+ 2x30)             | Pkt.                      | Aufn.                     | GD                        | 1. HS                     | 2. HS                     |
| ------------------------- | ------------------------- | ------------------------- | ------------------------- | ------------------------- | ------------------------- | ------------------------- | ------------------------- |
| 1                         | Sameh Sidhom              | 95                        | 32                        | 18                        | 1,777                     | 6                         | 5                         |
| 2                         | Semih Saygıner            | 65                        | 25                        | 18                        | 1,388                     | 9                         | 5                         |
| 3                         | Torbjörn Blomdahl         | 57                        | 23                        | 18                        | 1,277                     | 7                         | 4                         |
| 4                         | Hugo Patino               | 23                        | 9                         | 18                        | 0,500                     | 4                         | 2                         |

| Abschlusstabelle Gruppe L | Abschlusstabelle Gruppe L | Abschlusstabelle Gruppe L | Abschlusstabelle Gruppe L | Abschlusstabelle Gruppe L | Abschlusstabelle Gruppe L | Abschlusstabelle Gruppe L | Abschlusstabelle Gruppe L |
| Platz                     | Name                      | Pkt. (+ 2x30)             | Pkt.                      | Aufn.                     | GD                        | 1. HS                     | 2. HS                     |
| ------------------------- | ------------------------- | ------------------------- | ------------------------- | ------------------------- | ------------------------- | ------------------------- | ------------------------- |
| 1                         | Daniel Sánchez            | 93                        | 33                        | 15                        | 2,200                     | 10                        | 8                         |
| 2                         | Marco Zanetti             | 92                        | 32                        | 15                        | 2,133                     | 12                        | 8                         |
| 3                         | Martin Horn               | 30                        | 15                        | 17                        | 1,133                     | 4                         | 3                         |
| 4                         | Ngô Đinh Nai              | 25                        | 11                        | 15                        | 0,733                     | 5                         | 2                         |

| Abschlusstabelle Gruppe M | Abschlusstabelle Gruppe M | Abschlusstabelle Gruppe M | Abschlusstabelle Gruppe M | Abschlusstabelle Gruppe M | Abschlusstabelle Gruppe M | Abschlusstabelle Gruppe M | Abschlusstabelle Gruppe M |
| Platz                     | Name                      | Pkt. (+ 2x30)             | Pkt.                      | Aufn.                     | GD                        | 1. HS                     | 2. HS                     |
| ------------------------- | ------------------------- | ------------------------- | ------------------------- | ------------------------- | ------------------------- | ------------------------- | ------------------------- |
| 1                         | Choi Sung-won             | 99                        | 37                        | 13                        | 2,846                     | 7                         | 5                         |
| 2                         | Dick Jaspers              | 51                        | 25                        | 13                        | 1,923                     | 9                         | 5                         |
| 3                         | Frédéric Caudron          | 47                        | 24                        | 13                        | 1,846                     | 5                         | 4                         |
| 4                         | Kang Dong-koong           | 43                        | 23                        | 13                        | 1,769                     | 6                         | 3                         |

## Halbfinale
Die beiden Gruppenersten qualifizieren sich für das Finale.
| Abschlusstabelle Gruppe N | Abschlusstabelle Gruppe N | Abschlusstabelle Gruppe N | Abschlusstabelle Gruppe N | Abschlusstabelle Gruppe N | Abschlusstabelle Gruppe N | Abschlusstabelle Gruppe N | Abschlusstabelle Gruppe N |
| Platz                     | Name                      | Pkt. (+ 2x30)             | Pkt.                      | Aufn.                     | GD                        | 1. HS                     | 2. HS                     |
| ------------------------- | ------------------------- | ------------------------- | ------------------------- | ------------------------- | ------------------------- | ------------------------- | ------------------------- |
| 1                         | Marco Zanetti             | 106                       | 35                        | 14                        | 2,500                     | 10                        | 7                         |
| 2                         | Choi Sung-won             | 74                        | 27                        | 14                        | 1,928                     | 6                         | 5                         |
| 3                         | Dick Jaspers              | 42                        | 19                        | 14                        | 1,357                     | 4                         | 3                         |
| 4                         | Murat Naci Çoklu          | 18                        | 13                        | 15                        | 0,928                     | 4                         | 3                         |

| Abschlusstabelle Gruppe O | Abschlusstabelle Gruppe O | Abschlusstabelle Gruppe O | Abschlusstabelle Gruppe O | Abschlusstabelle Gruppe O | Abschlusstabelle Gruppe O | Abschlusstabelle Gruppe O | Abschlusstabelle Gruppe O |
| Platz                     | Name                      | Pkt. (+ 2x30)             | Pkt.                      | Aufn.                     | GD                        | 1. HS                     | 2. HS                     |
| ------------------------- | ------------------------- | ------------------------- | ------------------------- | ------------------------- | ------------------------- | ------------------------- | ------------------------- |
| 1                         | Semih Saygıner            | 140                       | 49                        | 15                        | 3,266                     | 10                        | 7                         |
| 2                         | Daniel Sánchez            | 96                        | 38                        | 15                        | 2,533                     | 15                        | 9                         |
| 3                         | Cho Jae-ho                | 12                        | 17                        | 15                        | 1,133                     | 4                         | 3                         |
| 4                         | Sameh Sidhom              | −8                        | 12                        | 15                        | 0,800                     | 3                         | 2                         |

## Finale
| Abschlusstabelle Gruppe P | Abschlusstabelle Gruppe P | Abschlusstabelle Gruppe P | Abschlusstabelle Gruppe P | Abschlusstabelle Gruppe P | Abschlusstabelle Gruppe P | Abschlusstabelle Gruppe P | Abschlusstabelle Gruppe P |
| Platz                     | Name                      | Pkt. (+ 2x30)             | Pkt.                      | Aufn.                     | GD                        | 1. HS                     | 2. HS                     |
| ------------------------- | ------------------------- | ------------------------- | ------------------------- | ------------------------- | ------------------------- | ------------------------- | ------------------------- |
| 1                         | Daniel Sánchez            | 76                        | 29                        | 15                        | 1,933                     | 5                         | 4                         |
| 2                         | Semih Saygıner            | 72                        | 28                        | 15                        | 1,866                     | 8                         | 4                         |
| 3                         | Choi Sung-won             | 52                        | 23                        | 15                        | 1,533                     | 10                        | 4                         |
| 4                         | Marco Zanetti             | 40                        | 20                        | 15                        | 1,333                     | 5                         | 4                         |

## Abschlusstabelle
| Endklassement   | Endklassement | Endklassement          | Endklassement | Endklassement | Endklassement | Endklassement | Endklassement | Endklassement | Endklassement |
| Phase           | Platz         | Name                   | Pkt. (+ 2x30) | Pkt.          | Aufn.         | GD            | BED           | HS            | Preisgeld     |
| --------------- | ------------- | ---------------------- | ------------- | ------------- | ------------- | ------------- | ------------- | ------------- | ------------- |
| Finale          | 1             | Daniel Sánchez         | 321           | 119           | 63            | 1,888         | 2,533         | 15            | 50.000 US$    |
| Finale          | 2             | Semih Saygıner         | 338           | 126           | 63            | 2,000         | 3,266         | 10            | 21.000 US$    |
| Finale          | 3             | Choi Sung-won          | 385           | 144           | 74            | 1,945         | 2,846         | 10            | 18.000 US$    |
| Finale          | 4             | Marco Zanetti          | 320           | 116           | 59            | 1,966         | 2,500         | 12            | 15.000 US$    |
| Halb- Finale    | 5             | Murat Naci Çoklu       | 187           | 76            | 47            | 1,617         | 2,000         | 7             | 9.000 US$     |
| Halb- Finale    | 6             | Dick Jaspers           | 177           | 70            | 45            | 1,555         | 1,923         | 9             | 9.000 US$     |
| Halb- Finale    | 7             | Sameh Sidhom           | 172           | 77            | 51            | 1,509         | 1,833         | 6             | 9.000 US$     |
| Halb- Finale    | 8             | Cho Jae-ho             | 149           | 69            | 47            | 1,468         | 1,647         | 10            | 9.000 US$     |
| Viertel- Finale | 9             | Torbjörn Blomdahl      | 182           | 55            | 36            | 1,527         | 2,333         | 8             | 6.000 US$     |
| Viertel- Finale | 10            | Heo Jung-han           | 157           | 60            | 33            | 1,818         | 2,750         | 14            | 6.000 US$     |
| Viertel- Finale | 11            | Kang Dong-koong        | 136           | 55            | 28            | 1,964         | 2,133         | 9             | 6.000 US$     |
| Viertel- Finale | 12            | Ngô Đinh Nai           | 125           | 46            | 30            | 1,533         | 2,333         | 10            | 6.000 US$     |
| Viertel- Finale | 13            | Frédéric Caudron       | 103           | 48            | 28            | 1,714         | 1,846         | 5             | 6.000 US$     |
| Viertel- Finale | 14            | Nikos Polychronopoulos | 157           | 67            | 48            | 1,395         | 1,750         | 6             | 6.000 US$     |
| Viertel- Finale | 15            | Martin Horn            | 152           | 67            | 47            | 1,425         | 1,937         | 9             | 6.000 US$     |
| Viertel- Finale | 16            | Hugo Patino            | 113           | 46            | 56            | 0,821         | 1,250         | 4             | 6.000 US$     |
| 2.- Chance      | 17            | Cho Myung-woo          | 121           | 52            | 29            | 1,793         | 2,071         | 7             | 4.000 US$     |
| 2.- Chance      | 18            | Eddy Merckx            | 116           | 44            | 35            | 1,257         | 1,533         | 6             | 4.000 US$     |
| 2.- Chance      | 19            | Jérémy Bury            | 125           | 40            | 38            | 1,052         | 1,150         | 7             | 4.000 US$     |
| 2.- Chance      | 20            | Nguyễn Quốc Nguyện     | 106           | 45            | 31            | 1,451         | 1,600         | 5             | 4.000 US$     |
| 2.- Chance      | 21            | Eddy Leppens           | 79            | 41            | 29            | 1,413         | 1,785         | 8             | 4.000 US$     |
| 2.- Chance      | 22            | Tayfun Taşdemir        | 71            | 34            | 35            | 0,971         | 1,200         | 5             | 4.000 US$     |
| 2.- Chance      | 23            | Trần Quyết Chiến       | 30            | 29            | 32            | 0,906         | 1,250         | 4             | 4.000 US$     |
| 2.- Chance      | 24            | Kim Haeng-jik          | 28            | 25            | 32            | 0,781         | 1,076         | 5             | 4.000 US$     |

| Legende | Legende                                       |
| --- | --------------------------------------------- |
| Abk. | Bedeutung                                     |
| Pkt. | erzielte Punkte                               |
| Aufn. | benötigte Aufnahmen                           |
| ED | Einzeldurchschnitt                            |
| GD | Generaldurchschnitt                           |
| VGD | Verhältnismässiger Generaldurchschnitt        |
| BMD | Bester Mannschaftsdurchschnitt                |
| BED | Bester Einzeldurchschnitt                     |
| BSD | Bester Satzdurchschnitt                       |
| BEVD | Bester Einzel Verhältnismässiger Durchschnitt |
| HS | Höchstserie                                   |
| MP | Match Points                                  |
| PP | Partie Punkte                                 |
| G-U-V | Gewonnen-Unentschieden-Verloren               |
| SV | Satzverhältnis                                |
| WRP | Weltranglistenpunkte                          |
| | 1. Platz (Gold)                               |
| | 2. Platz (Silber)                             |
| | 3. Platz (Bronze)                             |
| | Bester GD des Turniers/Runde                  |
| | Bester VGD des Turniers/Runde                 |
| | Bester ED des Turniers/Runde                  |
| | Bester BVGD des Turniers/Runde                |
| | Beste HS des Turniers/Runde                   |
| (Evtl. finden nicht alle Begriffe Anwendung oder einige sind nicht aufgeführt. Diese können in der Liste der Karambolage-Begriffe nachgesehen werden.) |                                               |